# Club Provincial Curicó Unido
Curicó Unido is een Chileense voetbalclub uit Curicó. De club werd op 26 februari 1973 opgericht uit de restanten van Badminton Curicó.

## Geschiedenis
Badminton uit de hoofdstad Santiago was ooit een vrij succesvolle club die in de hoogste klasse speelde, nadat het bergaf ging fuseerde de club met Club Deportivo Ferroviarios de Chile en werd zo Ferrobádminton. Toen in 1969 ook deze club zijn beste tijd gehad had werd de fusie ongedaan gemaakt. Badminton verhuisde naar Curicó en kon twee jaar in de tweede klasse spelen. In 1973 werd dan een nieuwe club opgericht. In 2009 maakte de club zijn opwachting in de hoogste afdeling, de Primera División, maar degradeerde onmiddellijk weer.